# Ruth Gay
Ruth Gay (* 19. Oktober 1922 in New York City; † 9. Mai 2006 in New York) war eine US-amerikanische Bibliothekarin, Historikerin, Autorin und Journalistin.

## Leben
Ruth Gay, geborene Ruth Slotkin, zeitweise Ruth Glazer, war die älteste der drei Töchter von Harry Slotkin und Mary Pfeffer Slotkin. Ihr Vater war ein Milchverkäufer, der später einen Feinkost-Laden (Delicatessen) eröffnete (eine Art des Gewerbes, die später zum Thema ihres ersten Artikels werden sollte). Sie besuchte Schulen am jeweiligen Wohnort. Als die Familie von der Bronx in den Stadtteil Queens umzog, besuchte sie anschließend das Queens College, das sie 1943 mit einem Bachelor-Titel abschloss. Am College war sie Mitglied der Avukah-Vereinigung, einer links-zionistischen Studentenorganisation. Zwischen 1943 und 1948 arbeitete sie zunächst für verschiedene Gewerkschaften und Zeitschriften von Gewerkschaften als Autorin und Editorin.
Ab dem Jahr 1946 schrieb sie „Human Interest“-Artikel über die zeitgenössische jüdische Kultur in der Bronx und in ganz New York, später mit einem Schwerpunkt über deutsch-jüdische Immigranten in den USA und Israel. Ihre ersten Artikel wie „The Jewish Delicatessen“ und „The World of Station WEVD“ erschienen in der Rubrik „American Scene“ der Zeitschrift Commentary.
Im Jahr 1943 heiratete sie den Soziologen Nathan Glazer, mit dem sie drei Töchter hatte: Sarah (* 1950), Sophie (* 1952) und Elizabeth (* 1955). Glazer war seinerzeit ein Doktorand und wurde später Herausgeber der einflussreichen Zeitschrift Commentary. 1958 ließ sie sich von Glazer scheiden; im Jahr 1959 heiratete sie den Historiker Peter Gay, der ihre drei Töchter adoptierte.
Im Jahr 1969 schloss sie eine Ausbildung zur Bibliothekarin mit einem „Master of Library Science“ (M.L.S.) der School of Library Service der Columbia University ab. Von 1972 bis 1985 war sie einerseits als Historikerin tätig, andererseits arbeitete sie als Archivarin und Bibliothekarin an der Universitätsbibliothek der Yale University. Im Jahr 1984 verbrachte sie drei Monate in Berlin, um dort das Archiv der West-Berliner Jüdischen Gemeinde neu zu strukturieren. Die letzten Jahre ihres Lebens lebte sie in Manhattan.

## Auseinandersetzung um Lea Rosh
Die Publizistin Lea Rosh klagte gegen die Auslieferung von Gays Buch über die Juden in Deutschland. Gay hatte dort beschrieben, dass sich vor allem Institutionen und engagierte Nichtjuden für ein Gedenken an die Opfer des Holocaust einsetzen. Lea Rosh hatte sie als Initiatorin des Holocaust-Mahnmals erwähnt und sie als Fernseh-Journalistin bezeichnet, „die sich einen trügerisch jüdisch klingenden (Vor-)Namen zugelegt hat, obwohl sie gar keine Jüdin ist“. Rosh klagte dagegen vergeblich.

## Veröffentlichte Bücher
- Jews in America. A Short History. Basic Books, New York 1965.
- The Jews of Germany: A Historical Portrait. Yale University Press, New Haven 1992, ISBN 0-300-05155-7 (deutsch: Geschichte der Juden in Deutschland von der Römerzeit bis zum Zweiten Weltkrieg. Mit einer Einleitung von Peter Gay. Beck, München 1993, ISBN 3-406-37603-7).
- Unfinished People: Jewish Immigrants to the United States: 1880–1914. Norton, New York 1996, ISBN 0393039919 (deutsch: Narrele, was lachst du? Ostjuden in Amerika. Siedler, Berlin 2001, ISBN 3-88680-717-7; Taschenbuchausgabe: Berliner Taschenbuch-Verlag, Berlin 2003, ISBN 3-442-76141-7. 1997 ausgezeichnet mit dem National Jewish Book Award for non-fiction).
- Safe Among the Germans: Liberated Jews After World War II. Yale University Press, New Haven 2002, ISBN 0-300-09271-7 (deutsch: Das Undenkbare tun. Juden in Deutschland nach 1945. Beck, München 2001, ISBN 3-406-47972-3; über die mehr als 250.000 Juden, die direkt nach dem Zweiten Weltkrieg in das von den Alliierten besetzte Deutschland zurückkehrten).

## Übersetzungen
- Jacob Gordin: The Jewish King Lear. A Comedy in America. Übersetzt von Ruth Gay, hrsg. von Sophie Glazer. Yale University Press, New Haven 2007, ISBN 978-0-300-10875-0 (posthum).

## Aufsätze (Auswahl)
- The Jewish Delicatessen, in: Commentary (March 1946)
- The West Bronx: Food, Shelter, Clothing, in: Commentary (June 1949)
- How We Used to Laugh, in: Commentary (October 1949)
- The Jewish Object, in: Commentary (January 1951)
- The World of Station WEVD, in: Commentary (February 1955)
- Counting Jews, in: Commentary (November 1971)
- Baroque Judaism, in: Midstream (April 1972); Baroque Judaism II, in: Conservative Judaism (Summer 1974)
- Reichenbachstrasse 27: The Jews of Munich Today, in: Midstream (October 1975)
- Fear of Food, in: American Scholar (Summer 1976)
- The Tainted Fork, in: American Scholar (Winter 1978–1979)
- Inventing the Shtetl, in: American Scholar (Summer 1984)
- What I Learned about German Jews, in: American Scholar (Autumn 1985)
- A Spa in Germany, in: American Scholar (Autumn 1987)
- Danke Schön, Herr Doktor: German Jews in Palestine, in: American Scholar (Autumn 1989)
- Berlin and Its Counterworlds, in: American Scholar (Autumn 1992)
- Floors: The Bronx in the 1930s, in: American Scholar (Winter 1995)